# Ahmed Sékou Touré
Ahmed Sékou Touré (født 9. januar 1922, død 26. marts 1984) var Guineas første præsident 1958-84.
Touré havde kun almindelig grundskoleuddannelse. Han fortsatte i Georges Poiret's skole i Conakry i 1936, men måtte forlade skolen året efter pga. dårlige karakterer. Før hans politiske karriere var han leder af den guineanske afdeling af CGT fagbevægelsen(Confédération Générale du Travail). CGT var domineret af det franske kommunistparti, som også var det franske parti, der var mest interesseret i at få afrikanske medlemmer. Flere franske kommunister underviste således på skoler i Conakry, og der blev dannet en marxistisk-leninistisk studiegruppe (Groupe d'Etudes Communistes) med det formål af skole afrikanere politisk. Touré var en af de første medlemmer.
Hans oldefar var den kendte modstandskæmper Samori Ture.
I oktober 2021, i anledning af 50 -årsdagen for massakren i oktober 1971, bad slægtninge til 70 guineaere henrettet under Sékou Touré -regimet præsident Mamady Doumbouya om rehabilitering og en værdig begravelse for ofrene.